# Elkem

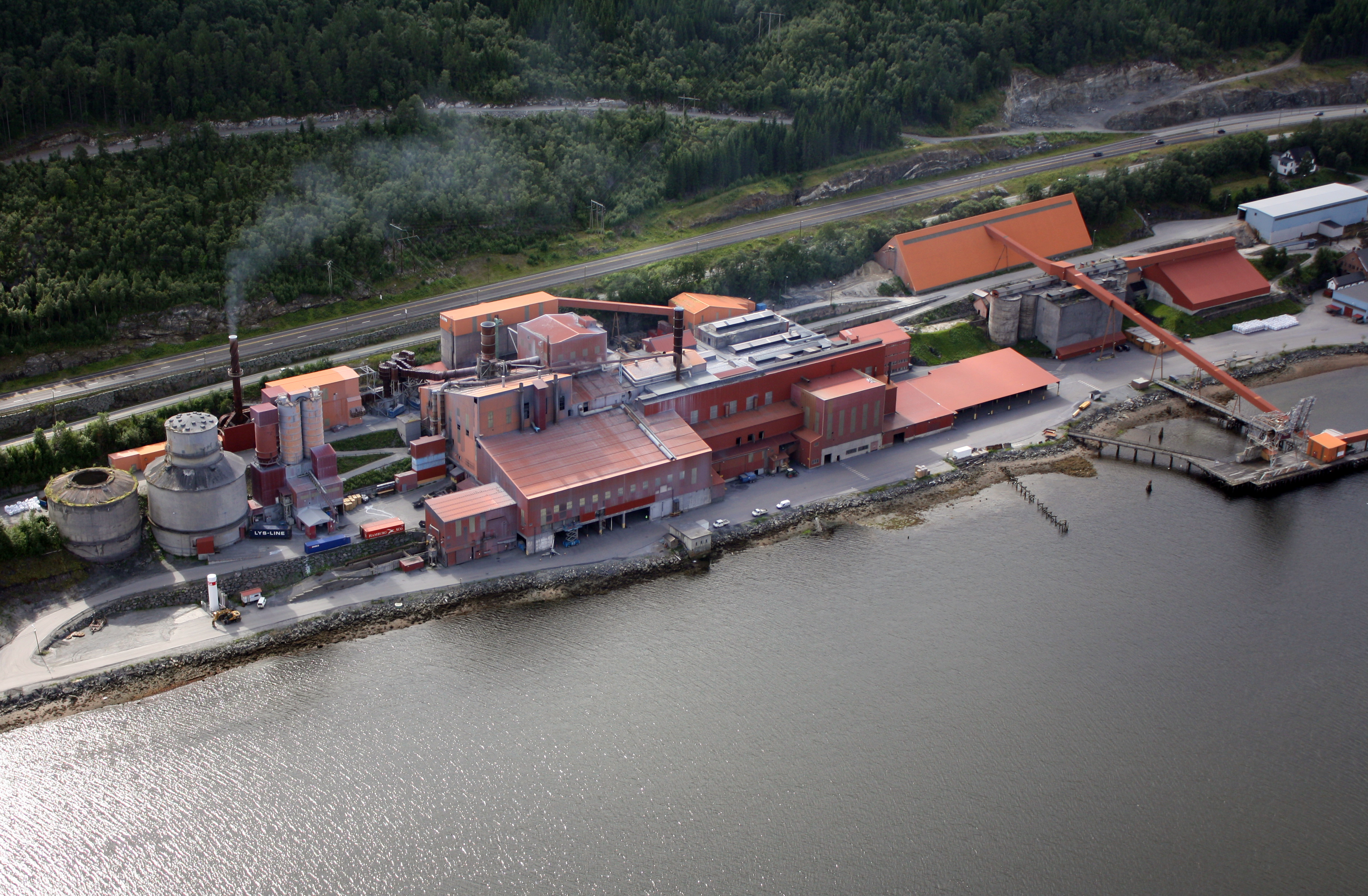
Elkem in Thamshavn

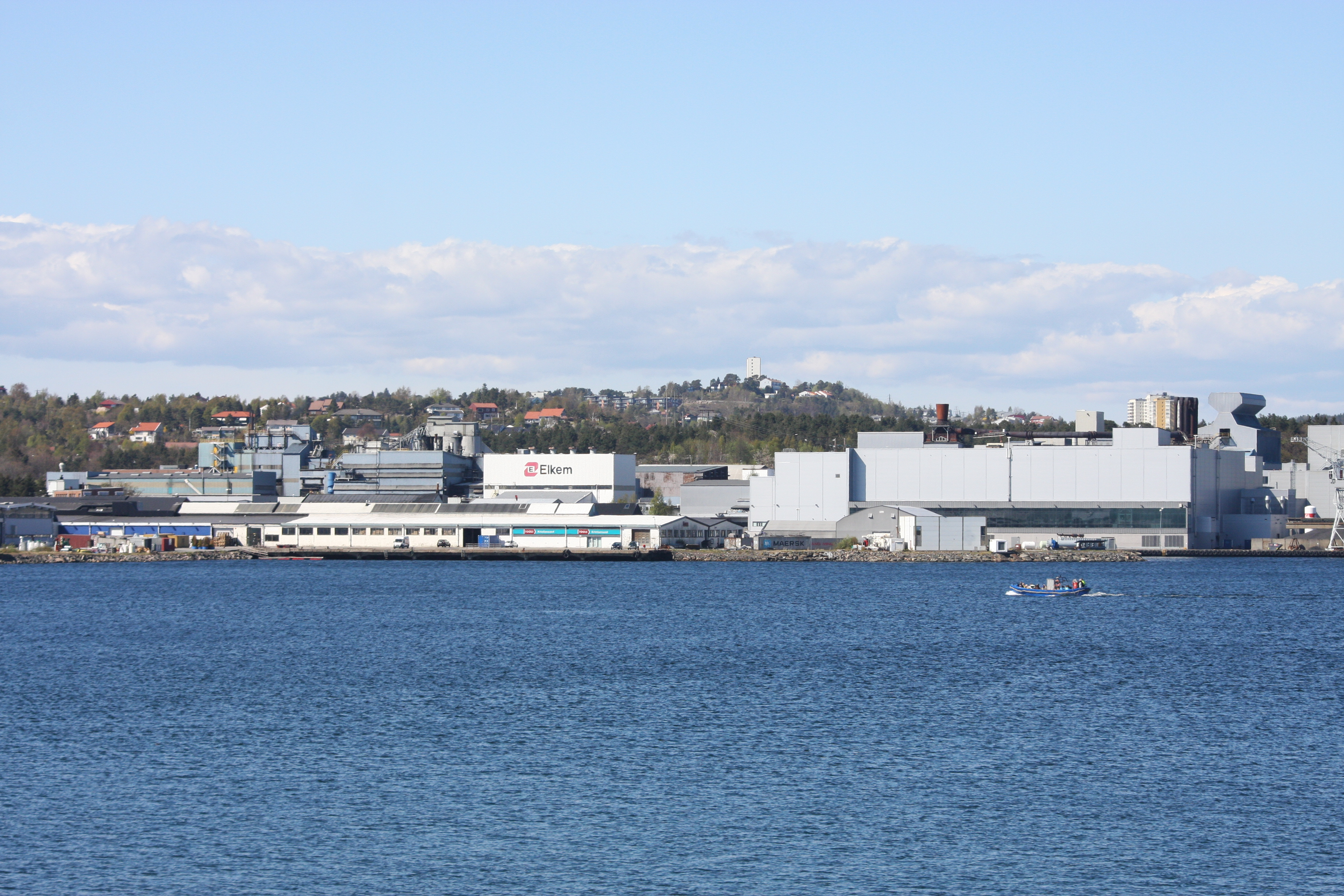
Elkem Solar in Kristiansand

Elkem is een Noors bedrijf dat actief is in de elektrochemie. Het hoofdkantoor staat in Skøyen bij Oslo. Elkem telt ruim 7000 medewerkers wereldwijd.

## Geschiedenis
Het bedrijf werd in 1904 opgericht door Sam Eyde als Det Norske Aktieselskap for Elektrokemisk Industri. De naam Elkem, die pas in 1969 werd ingevoerd, is een acroniem van de twee laatste woorden. In 1913 kreeg het bedrijf al een beursnotering aan de effectenbeurs van Oslo.
Aanvankelijk was het de bedoeling dat het bedrijf elektrische smeltovens ging vervaardigen. In 1917 werd een fabriek voor ferroalloys gekocht (legeringen van ijzer met een hoog percentage non-ferrometaal) en de productie van Søderberg-electroden (zelfbakkende elektroden op basis van een koolstofrijke pasta) werd gestart. De elektroden worden gebruikt voor het langs elektrolytische weg produceren van metalen.
In de jaren 1960 breidde het bedrijf uit met activiteiten op het terrein van mijnbouw, aluminiumproductie, en eindproducten. In 1972 werd Christiania Spigerverk aangekocht, oorspronkelijk (1853) een fabriek voor stalen spijkers, later eveneens actief op het terrein van ferroalloys. Deze fabriek werd in 1985 weer verkocht.
In 1981-1984 werden de fabrieken van Union Carbide in Noorwegen en Noord-Amerika overgenomen. In 1986 volgden de fabrieken te Thamshavn en Bjølvefossen. In het eerste decennium van de 21e eeuw verwierf het bedrijf Icelandic Alloy, Remi Claeys aluminium en Sapa (een Noorse fabriek van aluminiumprofielen).
In 2005 kwam Elkem in handen van de Noorse conglomeraat Orkla, ook actief in aluminium. De notering van de aandelen op de beurs werd beëindigd. In 2011 verkocht Orkla het onderdeel aan de Chinese Bluestar Groep. Orkla incasseerde twee miljard dollar met de verkoop van Elkem. De volgende bedrijfstakken van Elkem werden verkocht: siliciumproducten, gieterijproducten, koolstofproducten en zonnecellen.
In maart 2018 keerde het aandeel terug op de beurs. Er werd voor 0,5 miljard euro aan nieuw kapitaal aangetrokken om de overname van twee Chinese bedrijfsonderdelen van Bluestar Group, Jiangxi Bluestar Xinghuo Silicones en Bluestar Silicon Material, te financieren. Na de aandelenuitgifte daalde het belang van Bluestar Group van 100% naar 62%.

## Activiteiten
- Elkem Carbon maakt elektrisch gecalcineerde anthraciet en elektrodenpasta's voor de productie van elektroden voor elektrolytische smelters. Fabrieken zijn er te Kristiansand, Shizuishan, Witbank en Vitória.
- Gieterijproducten zoals ferrosilicium, vervaardigd te Bjølvefossen, Bremanger, Chicoutimi (Quebec) en Grundartangi (IJsland).
- Siliconen, met fabrieken in Bremanger, Salten en Thamshavn.
- Elkem Solar, met een fabriek in Kristiansand die solar-grade silicium produceert.